# فيتالي نعومكين
ڤيتالي ڤياتشيسلاڤوڤيتش ناؤمكين (بالروسية: Вита́лий Вячесла́вович Нау́мкин) (و. 21 أيار 1945) أحد الوجوه اللامعة في مدرسة الاستعراب الروسية المعاصرة. وقد انتخب في مايو/أيار 2009 بمنصب مدير معهد الاستشراق التابع لأكاديمية العلوم الروسية.
وقد استحق ناؤمكين التقدير في روسيا والعالم العربي بصورة خاصة لتجاوبه مع الاحداث الآنية في منطقة الشرق الأوسط بالإضافة إلى بحوثه العديدة حول قضايا العرب والإسلام. ولهذا غالبا ما تراه معلقا من شاشة التلفزيون على الاحداث الساخنة، أو متحدثا في المؤتمرات والندوات الدولية التي تتناول قضايا العالم العربي والإسلامي.
ولد فيتالي ناؤمكين في مدينة يكاترينبورگ في 21 مايو عام 1945 وفي عام 1968 تخرج من معهد اللغات الشرقية التابع لجامعة موسكو (معهد بلدان آسيا وأفريقيا حاليا) بتخصص تأريخ البلدان العربية واللغة العربية.
في فترة 1966 – 1967 تلقى دورات دراسية في جامعة القاهرة والجامعة الأمريكية في القاهرة. وفي فترة 1968 – 1970 أدى الخدمة العسكرية حيث نسب للتدريس في المعهد العسكري للغات الاجنبية التابع لوزارة الدفاع. كما مارس الترجمة الفورية لدى زيارات الوفود العربية.
في عام 1972 ناقش رسالة دكتوراه فلسفة حول مذهب العالم الصوفي أبي حامد الغزالي. وفي عام 1980 نشر شروحه لترجمة كتاب الغزالي «احياء علوم الدين» الذي اصدرته دار النشر «ناؤوكا». وبدأ في العام نفسه بممارسة التدريس في معهد آسيا وأفريقيا في مواد التأريخ العربي والدراسات الإسلامية والتطور السياسي المعاصر للأقطار العربية.
في فترة 1972 – 1977 عمل في المدرسة العليا للعلوم الاجتماعية في جمهورية اليمن الديمقراطية الشعبية. وفي عام 1981 ناقش رسالة دكتوراه علوم في تأريخ النضال المسلح من اجل استقلال اليمن الجنوبي بقيادة الجبهة الشعبية. ونشرت الرسالة لاحقا في كتاب باللغات الروسية والإنجليزية (في عام 2004 بعنوان- Red Wolves of Yemen) والعربية. وخلال عمله في اليمن قام بدراسات آثارية في جزيرة سقطرى تعتبر فريدة من نوعها حيث لم يسبقه باحث آخر في كشف اسرار الجزيرة وأهلها على مدى التأريخ.
في عام 1984 انتقل ناؤمكين للعمل في معهد الاستشراق بموسكو كرئيس لقسم البلدان العربية ثم نائبا لمدير المعهد. وفي فترة 1989 – 1994 ترأس مركز الدراسات العربية. كما تولى رئاسة تحرير مجلة «الشرق» ومجلات علمية أخرى. وعمل كأستاذ زائر في جامعات عالمية وعربية منها جامعة كاليفورنيا-بركلي والجامعة الأمريكية في القاهرة. وفي فترة 2001 –2002 دعي بصفة معلق سياسي في فضائية أبو ظبي. وفي روسيا انتج سلسلة افلام من اجل قناة «روسيا اليوم» بعنوان «روسيا والعرب».
ناؤمكين هو عضو المجلس العلمي في وزارة الخارجية الروسية وعضو المجلس العلمي في مجلس الأمن القومي الروسي وعضو المجلس العلمي الاستشاري في وزارة العدل الروسية الخاص بدراسة المواد الاعلامية ذات المضمون الإسلامي. وفي عام 2006 التحق ناؤومكين بالمجموعة الرفيعة المستوى لهيئة الأمم المتحدة «ائتلاف الحضارات» وفي عام 2008 عينه السكرتير العام لهيئة الأمم المتحدة سفيرا للأرادة الطيبة عن طريق «ائتلاف الحضارات».
ومن مؤلفات ناؤمكين حوالي 500 كتاب وبحث باللغة الروسية واللغات الاجنبية حول تأريخ الاقطار العربية وبلدان آسيا الوسطى والقوقاز والبحوث الإسلامية وعلم اللغة والعلوم السياسية. وتتركز أعماله على البحوث الخاصة بالإسلام والتأريخ العربي القديم والدراسات حول جنوب الجزيرة العربية وتطور الحركات الإسلامية المعاصرة. ونذكر من بين كتبه: «عامل آسيا الوسطى في علاقات روسيا مع الغرب» و«الراديكالية الإسلامية في مرآة المفاهيم والمواقف الجديدة» و«آسيا الوسطى في السياسة العالمية» و«النزاعات الاثنية في الاتحاد السوفيتي السابق» و«الإسلام المتشدد في آسيا الوسطى: بين القلم والبندقية» و«سقطرى – جزيرة الأساطير» وغيرها.